# Asty

In questa mappa sono mostrati i confini approssimativi delle tre regioni istituite da Clistene

Asty o astu (in greco antico: ἄστυ?, pronuncia: [ásty]) è il termine utilizzato in genere per indicare la parte bassa delle polis dell'antica Grecia, in cui risiedevano le classi sociali inferiori (artigiani e commercianti).
L'asty si contrapponeva all'acropoli, parte più alta e difesa da mura, centro religioso e amministrativo della città. Se, infatti, inizialmente le polis greche erano strutturate in forma di "città-acropoli"—ovvero organizzate interamente entro zone rialzate rispetto al territorio circostante—da un certo punto in avanti questi centri abitati iniziarono ad espandersi fino ai piedi dei rispettivi colli. L'asty era dunque il vero fulcro della polis, dove il popolo svolgeva la sua vita quotidiana: al centro vi era, infatti, l'agorà, la piazza principale dove aveva luogo il mercato; più fuori ancora, vi era la chora, il territorio circostante alla polis, dove venivano coltivate le terre.
"Asty" era anche il nome della regione più urbanizzata dell'Attica, cioè i dintorni di Atene, anche se spesso si trattava comunque di zone rurali. Dopo la riforma di Clistene venne assegnata ad ognuna delle dieci tribù una trittia della Mesogea, una della Paralia e una dell'asty.
In epoca classica le dieci trittie dell'asty comprendevano circa 42 demi, che fornivano circa 130 dei 500 buleuti.